# Saša Kovačević (cantant)
Saša Kovačević (en llengua serbo-croata, Саша Ковачевић; i nascut el 27 de juliol del 1985) és un cantant de pop serbi.

## Biografia
Va néixer el 27 de juliol del 1985 a Zemun, Belgrad. Va acabar els seus estudis secundaris a l'escola de música Kosta Manojlović, al departament de piano, on va seguir a l'Acadèmia de Belles Arts, a la Universitat Alpha, en la secció d'Enregistrament i concepció sonora. La seva primera aparició televisiva és del 2004 en el festival Després va anar a l'Acadèmia d'Arts Sunčane skale d'Herceg Novi. Va passar amb força èxit, cosa que li permeté a partir del 2006 editar el seu primer àlbum Jedina si vredela. L'any següent és recompensat com a jove talent descoberta de l'any al Festival de Música de Vrnjačka Banja.

## Discografia

### Àlbums
- „Jedina si vredela“ (2006)

1. Korak do dna
2. Kada nisu tu
3. Jedina si vredela
4. Jasno k'o dan
5. Ruka za spas
6. Lagala me il' ne lagala
7. Pakao i raj
8. Ostavi me
9. Ne umem sa njom

- „Ornament“ (2010)

1. Ludak
2. Kome da verujem
3. Ponosna na nas
4. Mila
5. Tišina
6. Moje poslednje
7. Kako sada sam
8. Ornament
9. Još ti se nadam (feat. Emina Jahović)
10. Lažu te
11. Bolji čovek

### Singles
- Idemo do mene (2011) (feat. Nikolina Pišek)
- Bežimo iz grada (2011)
- Kako posle nas (2011)
- Lapsus (2012)
- Piši propalo (2013)
- Slučajno (2013)
- Nothing but the faith (2013)
- Mogli smo sve (2014)
- Branim (2014)
- Noć do podne (2014)
- Gde smo moja ljubavi (2015)
- Rano Je (2015)
- Rodjendan (2015)
- Zivim da te volim (2016)
- Zamalo tvoj (2016)
- Temperatura (2016)